# 92. Sinfonie (Haydn)
Die Sinfonie Nr. 92 G-Dur komponierte Joseph Haydn im Jahr 1789. Das Werk war neben den Sinfonien Nr. 90 und Nr. 91 wahrscheinlich ursprünglich eine Nachbestellung für die erfolgreiche Pariser Konzertreihe der „Loge Olympique“. Haydn hat die drei Werke dann jedoch ein zweites Mal an den Fürsten Oettingen-Wallerstein verkauft. Der Titel Oxford-Sinfonie stammt von der angeblichen Aufführung des Werkes an der Oxforder Universität im Juli 1791, bei der Haydn die Ehrendoktorwürde verliehen wurde.

## Allgemeines

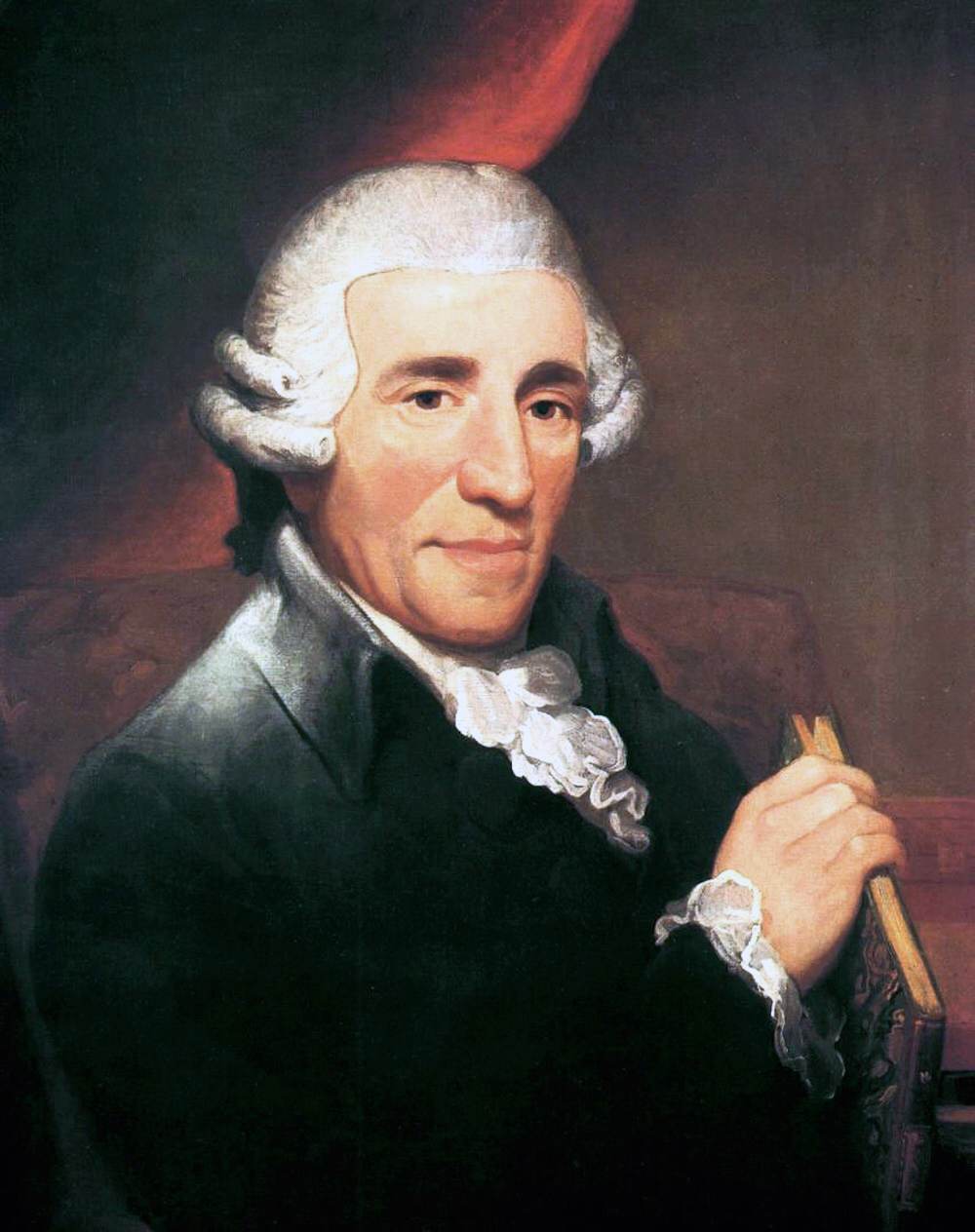
Joseph Haydn (Ölgemälde von Thomas Hardy, 1791)

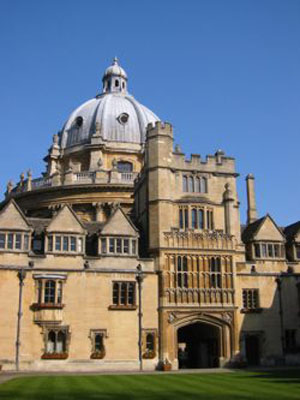
Brasenose College der Universität Oxford

Die Sinfonie Nr. 92 entstand (wie auch Nr. 90 und 91) im Auftrag des Grafen von Ogny („Comte d´Ogny“) als „Nachbestellung“ der erfolgreichen Sinfonien Nr. 82–87 für die Pariser Konzertreihe der „Loge Olympique“ (siehe allgemeine Bemerkungen bei der Sinfonie Nr. 90). Das Autograph trägt eine Widmung an den Comte d’Ogny. Möglicherweise ist Haydn mit dem Werk nicht rechtzeitig fertig geworden, jedenfalls ist nicht geklärt, ob es in Paris aufgeführt worden ist. Die erste bekannte Aufführung fand am 11. März 1791 in den Hanover Square Rooms in London statt und war ein großer Erfolg. Der langsame Satz musste wiederholt werden, und die ebenfalls vom Publikum verlangte Wiederholung des Menuetts scheiterte nur an der Bescheidenheit des Komponisten. Auf besonderen Wunsch wurde das Werk im zweiten der sogenannten „Salomon Concerts“ (vgl. bei der Sinfonie Nr. 93) sowie in einem Benefizkonzert am 16. Mai wiederholt.
Nach van Hoboken (1957) beziehen sich folgende Notizen von Dies (1810) nach dessen Treffen mit Haydn am 9. Dezember 1805 auf die Sinfonie Nr. 92: „Er hatte eine Symphonie aufgelegt, die mit einem kurzen Adagio anfing. Drei gleichtönende Noten eröffneten den Gesang. Da aber das Orchester die drei Noten zu nachdrücklich anschlug, so unterbrach Haydn mit Winken und ‚St! St!‘. Das Orchester schwieg, und Salomon mußte Haydns Meinung verdolmetschen. Darauf wurden die drei Noten wieder, aber mit nicht glücklicherem Erfolge angestrichen. Haydn unterbrach abermals mit ‚St! St!‘. Während der erfolgten Stille äußerte ein deutscher Violoncellspieler ganz nahe bei Haydn seine Meinung gegen seinen Nachbarn und sagte in deutscher Sprache: „Du, dem sind schon die drei ersten Noten nicht recht, wie wird´s mit den übrigen aussehen?“ Haydn war froh, Deutsche reden zu hören, nahm diese Worte als Warnung an und sagte mit der größten Höflichkeit, daß er um eine Gefälligkeit ersuche, die ganz in ihrer Macht stünde, und daß es ihm sehr leid wäre, sich in englischer Sprache nicht ausdrücken zu können; sie möchten ihm daher erlauben, seine Meinung auf einem Instrumente vortragen zu dürfen. Er nahm darauf eine Violine und machte sich durch den wiederholten Anstrich der drei Töne so verständlich, daß das Orchester ihn vollkommen begriff.“
Eine weitere Aufführung, die zwischen dem 6. und 8. Juli anlässlich der vom englischen Musikhistoriker Charles Burney initiierten Ernennung Haydns zum Ehrendoktor der Universität Oxford stattgefunden haben soll, führte später zum Beinamen „Oxford-Sinfonie“, die Aufführung ist jedoch nicht sicher nachgewiesen. Dies (1810) notiert zu seinem Besuch bei Haydn am 18. Juni 1806: „Darauf wurde Haydn mit einem weißseidenen Mantel, mit Ärmeln von roter Seite bekleidet, ihm ein schwarzseidenes Hütchen aufgesetzt, und so angezogen mußte er sich auf einen Doktorstuhl setzen. (…) Haydn wurde ersucht, etwas von seiner Komposition zu geben. Er bestieg die Orgel im Saale, richtete sich mit dem Gesicht gegen die Versammlung, deren Augen alle auf ihn gerichtet waren., ergriff mit beiden Händen den Doktormantel auf der Brust, öffnete ihn, machte ihn wieder zu und sagte so laut und vernehmlich er konnte: ‚I thank you.‘ Die Versammlung verstand diese unerwartete Mimik gut; Haydns Dank gefiel ihr und sie antwortete: ‚You speak very good english.‘ – Ich kam mir in diesem Mantel recht possierlich vor; und was das schlimmste war, ich mußte mich drei Tage lang auf den Gassen so maskiert sehen lassen. Jedoch habe ich dieser Doktorwürde in England viel, ja, ich möchte sagen, alles zu verdanken; durch sie trat ich in die Bekanntschaft der ersten Männer und hatte Zutritt zu den größten Häusern.“

## Zur Musik
Besetzung: Flöte, zwei Oboen, zwei Fagotte, zwei Hörner, zwei Trompeten, zwei Violinen, Viola, Cello, Kontrabass, Pauken. Über den Einsatz eines Cembalos oder Fortepianos als Continuoinstrument in Haydns Sinfonien bestehen unterschiedliche Auffassungen. Die nachträglich hinzugefügten Trompeten und Pauken fehlen im Autograph, werden aber für authentisch gehalten.
Aufführungszeit: ca. 25 bis 30 Minuten (je nach Einhalten der vorgeschriebenen Wiederholungen)
Bei den hier benutzten Begriffen der Sonatensatzform ist zu berücksichtigen, dass dieses Modell erst Anfang des 19. Jahrhunderts entworfen wurde. – Die hier vorgenommene Beschreibung und Gliederung der Sätze ist als Vorschlag zu verstehen. Je nach Standpunkt sind auch andere Abgrenzungen und Deutungen möglich.

### Erster Satz: Adagio – Allegro spiritoso
Adagio: G-Dur, 3/4-Takt, Takt 1–20
Haydn eröffnet die Sinfonie mit einer viertaktigen, sanglichen Wendung der Streicher im Piano, beginnend mit drei durch Pausen unterbrochenen Staccato-Achteln. Der antwortende anschließende Viertakter führt über eine Vorschlag-Floskel und chromatische Eintrübung zu einer klopfenden Tonrepetition, die sich im Tutti bis zum Forte steigert. Die Einleitung klingt mit rezitativisch-fragenden Wendungen in der Doppeldominanten aus.

Beginn Allegro spiritoso mit dem „Pendelmotiv“ der 1. Violine

Allegro spiritoso: G-Dur, 3/4-Takt, Takt 21–232
Das Allegro beginnt piano in den Streichern als viertaktige, pendelartig-fragende Bewegung auf dem Dominantseptakkord (D-Dur – Septakkord; Hauptmotiv oder Hauptthema). Anstelle des erwarteten schließenden Nachsatzes folgt dann in der Tonika G-Dur ein „stabilisierender“ Forte-Block des ganzen Orchesters, der mit einem Intervallsprung aufwärts (Dezime) beginnt und im weiteren Verlauf virtuose Läufe und Akkordbrechungen enthält (Forte-Block 1). In Takt 41 hat das Pendelmotiv mit Beteiligung der Holzbläser einen zweiten Auftritt, wiederum gefolgt von einem Forte-Block im Tutti, der jedoch gegenüber dem vorigen durch Synkopen und Lauf-Sequenzen variiert ist und zur Dominante D-Dur führt (Forte-Block 2). In D-Dur hat dann in Takt 57 das Pendelmotiv seinen dritten Auftritt, weiter angereichert mit einer aufwärtsgegehenden, gegenstimmenartigen Figur in den Oboen. Der anschließende Forteblock 3 kontrastiert durch seine Moll-Trübung, die Wechsel in andere Tonarten (d-Moll, B-Dur, g-Moll, A-Dur, D-Dur) und das Herausstellen eines marschartig-fanfarenartigen Rhythmus (drei klopfende Achtel) zum bisherigen Geschehen.

Schlussgruppen-Motiv Takt 72–75, 1. Violine

Energische Unisono-Läufe führen zur Schlussgruppe (Takt 72 ff.) mit einprägsamem, kurzem Frage-Antwort – Motiv, dessen „Simplizität – nach der ausführlichen, strukturell dichten Entwicklung – wie naiv-zitiert erscheint.“ Das Schlussgruppenmotiv wird mit gegenstimmenartigen Läufen in der Flöte wiederholt, ehe die Exposition mit bekräftigenden Läufen (wie vorher in der Flöte) abschließt. Die Exposition wird wiederholt.
Zu Beginn der Durchführung ändert das Schlussgruppenmotiv seinen Charakter durch Führung im streng-bedrohlichen Unisono. Das Pendelmotiv führt als Variante mit Gegenbewegung ab Takt 95 zu einer drei- bis vierstimmigen Passage, bei denen v. a. die Streicher (teilweise auch Oboen und Fagott) das Material vom Pendelmotiv durch versetzten Einsatz und Gegenbewegung verarbeiten. Der Forteblock ab Takt 110 entspricht strukturell dem Forteblock 3 der Exposition. Er geht über in eine energische Passage, bei der eine aufsteigende Akkordbrechung aufwärts sequenziert wird. Der in Takt 123 erreichte „fragende“ Septakkord kündigt die Reprise an.
Die Reprise (ab Takt 125) ist gegenüber der Exposition stark verändert und setzt die thematische Arbeit der Durchführung fort. Sie beginnt mit dem Pendelmotiv, nun jedoch mit Beteiligung der versetzt einsetzenden Flöte. Es folgt der Forteblock 1 entsprechend der Exposition. Der zweite Auftritt des Pendelmotivs (ab Takt 145) ist variiert durch versetzten Einsatz im Fagott, andere Harmonien, Chromatik und Einschalten einer ruhigeren Passage mit ausgehaltenen Noten und Einwürfen der Holzbläser. Der Forteblock 2 (ab Takt 155) ist durch Tremolo der Violinen und Viola sowie durch Intervallsprünge im Bass gekennzeichnet. Unerwartet schließt dann ab Takt 159 das Schlussgruppenmotiv im Dialog von Streichern, Flöte und Oboe an. Der dritte Auftritt des Pendelmotivs (ab Takt 166) ähnelt dem dritten Auftritt in der Exposition, enthält aber (wie auch der vorige Auftritt aus Takt 145) einen versetzten Einsatz des Motivkopfes, nun in 2. Oboe und 2. Violine. Der Forteblock 3 enthält im Gegensatz zur Exposition nicht den Fanfarenrhythmus, sondern beginnt mit dem Pendelmotiv in Gegenbewegung und bringt dann das Aufwärts-Motiv entsprechend Takt 117 ff. und die aus Takt 51 (Forteblock 2 der Exposition) bekannten Sequenzierungen von Läufen. In der Schlussgruppe sind nun zuerst die 1. Oboe, dann die Flöte neben der 1. Violine stimmführend. Die Coda (Takt ab 201) bringt zunächst das Pendelmotiv ähnlich dem dritten Auftritt aus der Exposition (d. h. mit gegenstimmenartiger Aufwärts-Bewegung) und holt ab Takt 212 den in der Reprise „ausgelassenen“ Forteblock 3 mit Harmonienwechsel (Es-Dur, As-Dur, B-Dur, G-Dur, C-Dur), Akkordbrechungen und Fanfarenrhythmus nach. Ab Takt 220 hat das Pendelmotiv einen letzten Auftritt. Mit dem Schlussgruppenmotiv, begleitet von figurativen Läufen der Flöte und Oboe, endet der Satz. Auch Durchführung und Reprise werden wiederholt.

### Zweiter Satz: Adagio

Beginn des Adagio, 1. Violine

D-Dur, 2/4-Takt, 111 Takte, dreiteilige Form
A-Teil (D-Dur, Takt 1–39): Das sanglich-melancholische Thema in ausholenden Melodiebögen wird zunächst in den Streichern mit stimmführender 1. Violine und ausformulierten Mittelstimmen vorgestellt (Takt 1–8). Das Thema wird dann mit Begleitung der Holzbläser wiederholt, wobei die Flöte mit an der Stimmführung beteiligt ist. Ab Takt 16 folgt eine Überleitungspassage mit Chromatik. Ein betonter, dissonanter Vorhalt führt zum dritten Auftritt des Themas (ab Takt 23, Thema in sechstaktiger Gestalt). Hier setzt anfangs die Oboe parallel zur 1. Violine mit der Stimmführung ein, führt die Melodie dann jedoch eigenständig variiert fort. Das Thema endet hier erstmals „geschlossen“ auf der Tonika D-Dur (vorher jeweils dominantischer Schluss auf A-Dur). Der folgende Abschnitt ab Takt 29 entspricht Takt 17 ff., hier nun auch mit Einsatz der Holzbläser. Ab Takt 35 tritt das Thema ein viertes Mal auf, die Flöte spielt jetzt die Oboenstimme aus Takt 23 f. Dieser fünftaktige Auftritt des Themas geht nahtlos in den Mittelteil über.
B-Teil (d-Moll, Takt 40–71): Der Mittelteil ist in sich wiederum dreiteilig angelegt: Den Rahmen bildet ein marschartiger d-Moll – Abschnitt, der durch Einsatz des ganzen Orchesters mit Beginn im Fortissimo und seinem energischen Charakter zum bisherigen Geschehen kontrastiert. In den Piano-Phasen der Streicher wird die tickende, im ganzen Mittelteil durchlaufende Staccato-Sechzehntelbewegung deutlich. Der achttaktige thematische Hauptgedanke wechselt vom „Marschmotiv“ (aufsteigender d-Moll – Akkord) zu einem Motiv mit Tonrepetition und Vorschlag in der Paralleltonart F-Dur. Diese Einheit wird dann wiederholt (ab Takt 9) mit Herausstellung des marschartig-fanfarenartigen Rhythmus. Im Mittelteilt (Takt 56–65) greifen die solistischen Holzbläser das Tonrepetitionsmotiv auf, anschließend wandert es in versetztem Einsatz durch die Streicher. In Takt 66 setzt das „Marschmotiv“ wieder ein und geht nach sechs Takten nahtlos in ein reprisenartiges Aufgreifen des A-Teils über.
A´-Teil (D-Dur, Takt 72–97): Die „Reprise“ entspricht zunächst einem variierten Wiederaufgreifen des Themas, entsprechend Takt 9 ff. (nun Oboe anstelle der Flöte). In der Überleitung begleitet das Fagott einige Takte. Der zweite Themenauftritt in Takt 86 führt dann zur freien Fortspinnung der Melodielinie, die schließlich im Pianissimo in harmonisch ferne Bereiche vordringt und dabei durch Generalpausen immer mehr verzögert wird.
In der Coda (ab Takt 98) setzt der Themenkopf nochmals an, wird dann aber abgelöst von den solistischen Holzbläsern, die das Tonrepetitionsmotiv aus dem Mittelteil in versetztem Einsatz aufgreifen. Der Satz endet mit diesem Motiv und Molltrübungen über einem Orgelpunkt auf D im Bass im Pianissimo.

### Dritter Satz: Menuet. Allegretto
G-Dur, 3/4-Takt, mit Trio 104 Takte

Beginn des Menuetts, 1. Violine

Das Menuett wirkt zunächst einfach-volkstümlich, ist aber v. a. bezüglich des Rhythmus differenziert aufgebaut. Der erste Teil des Menuetts besteht aus zwei sechstaktigen Einheiten. Die erste Einheit enthält drei auftaktige Motive: Motiv A mit Sexte aufwärts, Motiv B mit dreifacher Tonwiederholung, Vorschlagsfloskel und gegenstimmenartigem Lauf aufwärts, Motiv C mit ländlerartiger Achtelbewegung. Der zweite Sechstakter bringt Motiv A und ein auf vier Takte ausgedehntes, variiertes Motiv C. Der zweite Teil beginnt mit Motiv B, das jetzt durch Akzente auf der dritten unbetonten Zählzeit des Taktes (Synkopen) variiert ist. Unerwartet bricht die Musik mit einer Generalpause über zwei Takte ab, ehe die Streicher Motiv B, dann auch (mit Beteiligung der Bläser) Motiv C verarbeiten. In Takt 33 wird der Anfangsteil des Satzes wieder aufgegriffen, die Schlusswendung ist mit dem Kopf von Motiv A erweitert.
Das Trio steht ebenfalls in G-Dur und ist durch mehrere Elemente mit dem Menuett verbunden. Eine besondere Klangfarbe entsteht durch die parallel geführten Fagotte und Hörner, die begleitet von den Streichern im Pizzicato das Synkopen-Motiv vom Anfang des zweiten Menuett-Teils aufgreifen und in einen echoartigen Dialog mit ländlerartiger Piano-Streicherwendung entsprechend Motiv C treten. Der zweite Teil des Trios beginnt mit den Synkopen auf dem dritten Viertel des Taktes im Bass, ab Takt 72 wird der Taktschwerpunkt durch Betonungen auch auf dem zweiten Viertel des Taktes weiter verschleiert. In Takt 87 wird der Anfangsteil des Trios wieder aufgegriffen; die Schlusswendung ist erweitert und verändert, indem das Synkopenmotiv mit Elementen von Motiv A und C kombiniert wird.

### Vierter Satz: Finale. Presto
G-Dur, 2/4-Takt, 342 Takte

Beginn des Presto, 1. Violine

Das Presto ist ein rasanter Satz mit „Kehrauscharakter“. Das erste Thema mit periodischem Aufbau (Takt 1–16) wird zunächst nur von der stimmführenden 1. Violine und den auf G begleitenden Celli vorgetragen. Das überschäumend-bewegte Thema ist auftaktig, enthält einen „Anlauf“ aufwärts und chromatische Elemente. Es ist „anfangs wie ein Kätzchen, dann aber bald Tigermuskeln zeigend.“ Anschließend folgt eine mit Flöte, Fagott, 2. Violine und Viola angereicherte Wiederholung (Takt 17–31). Die Überleitung schließt abrupt als Forte-Block des ganzen Orchesters an, indem die Tonika G-Dur mit einem Vorschlags-Motiv betont wird (inklusive kurzer Trompetenfanfaren). Rasante Tremolofiguren führen zum weiteren Auftritt des Themenkopfes im Bass, kontrastiert von einer absteigenden Gegenstimme in der 1. Violine (Takt 54 f.). Die anschließende Tremolopassage steigert sich bis zum Fortissimo-Ausbruch, ehe das perpetuum-mobile-artige zweite Thema einsetzt (ab Takt 79, D-Dur). Es wird piano von den Streichern vorgetragen mit gegenstimmenartigem Einwurf der Flöte. Die Schlussgruppe (ab Takt 96) bringt nochmal den Anfang des ersten Themas im Bass, nun begleitet von Synkopen, und schließt die Exposition mit dem „Anlaufmotiv“ vom ersten Thema (hier: fallend-schließend und fragend-aufsteigend).
Der energische Anfang der Durchführung mit dem ersten Thema in einer Mollvariante bricht bereits nach wenigen Takten abrupt ab. Von Generalpausen unterbrochen, versuchen die Streicher piano zwei erneute, stockende Anläufe. Ab Takt 130 setzt dann ein langer Forte-Block des ganzen Orchester ein, in dem das Material vom ersten Thema durch Wechsel der Tonarten, Wechsel der Stimmlage (Oberstimmen, Mittelstimmen, Bass) und durch vom Thema abgespaltene Motive erzeugte Mehrstimmigkeit verarbeitet wird. Nach insgesamt fünf Auftritten des Themas folgen eine Tremolo-Passage und das zweite Thema in C-Dur (Takt 178 ff.), das schließlich aufwärts sequenziert wird. Die Überleitung zur Reprise hat Haydn mit markanten Unisono-Wendungen gestaltet: Ausgehend von einer Quarte, gestaltet sich über das „Anlaufmotiv“ sukzessive das erste Thema, hält dann aber kurz vor Repriseneintritt nochmals als echoartige Piano-Phrase der Flöte inne.
Die Reprise (ab Takt 222) ist weitgehend ähnlich der Exposition strukturiert: Sie beginnt mit dem ersten Thema, gefolgt von der Überleitung (Forte-Block des Tutti). Der erneute Auftritt des Themas in der 1. Violine steht über einem Orgelpunkt auf D im Bass, begleitet von gegenstimmenartigen Motiven, die vom Thema abgeleitet sind. Nach dem zweiten Thema (Takt 268 ff., nun in G-Dur) setzt die Schlussgruppe unisono an und führt auch zum kurzfristigen Abschluss auf G-Dur. Anschließend setzen die Holzbläser in der Coda (ab Takt 299) jedoch wieder mit Elementen vom ersten Thema ein, kurz darauf auch das gesamte Orchester im Forte. Der letzte Auftritt des Themas in Flöte und 1. Violine ist piano gehalten als Variante mit zwei weiteren Vorhalten. Mit dem „Anlaufmotiv“ (absteigend) im Tutti schließt der Satz. Auch Durchführung und Reprise werden wiederholt.